# Luisa Recabarren de Marín
Luisa Recabarren Aguirre (La Serena, 1777-Santiago de Xile, 24 de febrer de 1839), coneguda com Luisa Recabarren de Marín, va ser una heroïna de la independència de Xile. Dona intel·lectual i il·lustrada, va ser amfitriona de reunions al seu saló, amb l'assistència dels principals cabdills de la revolució de 1810.
Va néixer a La Serena el 1777. Era filla de Francisco de Paula Recabarren Pardo de Figueroa i de Josefa Aguirre Argandoña. Va quedar orfe el 1785 i va passar a custòdia dels seus oncles, Estanislao Recabarren, degà de la catedral de Santiago, i de Juana Recabarren, els quals van procurar donar-li una acurada educació de tradició cristiana. A més, la formació de Recabarren va completar-se gràcies a l'ambient en què va viure, atès que casa seva habitualment acollida sacerdots i homes de lletres distingits. El 1796 va casar-se amb el doctor en lleis José Gaspar Marín, un notable advocat i descendent d'una família de Coquimbo.
Va esdevenir amfitriona d'un saló on es feien reunions amb importants membres de la causa independentista xilena, que van tractar l'assumpte i van preparar estratègies a les tertúlies i seria el germen del moviment revolucionari de 1810. Per exemple, van participar-hi Camilo Henríquez i Juan Mackenna. Els relats històrics sostenen que Recabarren sovint era present a les converses i tothom s'escoltava els seus consells. Val a dir que era una dona cultivada, versada en història, literatura, filosifia i religiós, també era coneixedora de diversos idiomes, especialment el francès. Hom afirma era brillant i polèmica conversant i discutia amb molt de criteri sobre qualsevol tema, fos social, polític o religiós. Per si sola va ocupar-se durant molts anys de l'educació dels seus fills; tots ells van ser persones destacades a Xile, com l'escriptor i filòsof Vicente Marín, l'orador Francisco Marín i la poetessa Marcedes Marín.
El seu espòs també es va involucrar-se en la lluita i va veure's força a exiliar-se a Mendoza el 1814 per la conquesta de Santiago per part de les tropes reialistes. Recabarren va ocupar-se dels negocis familiars i dels seus fills, però finalment va trobar-se amb una total absència de recursos a causa de la confiscació dels seus béns per part de les autoritats colonials. Des d'aquell moment ella i el seu espòs van intercanviar notícies sobre els fets que passaven a una banda i l'altra dels Andes; els missatges que rebia de l'Argentina els feia circular per Xile i eren llegits als convidats de les seves tertúlies per informar de la situació.
El 1817, els espanyols van interceptar una carta on es parlava de Recabarren com una persona que tenia coneixement d'una carta de José de San Martín i que tenia la clau per desxifrar els noms que contenia. Per aquesta raó, el governador Casimiro Marcó del Pont la va fer empresonar el 4 de gener tancant-la al convent de monges agustines. Va estar poc temps detinguda, perquè el 12 de febrer de 1817 l'exèrcit dels Andes va reconquerir Santiago, després de la victòria de Chacabuco.
Vídua des de 1839, va morir a Santiago de Xile el 1851.